# Auguste Blanpain de Renusson
Pour les articles homonymes, voir Blanpain.
Auguste Blanpain de Renusson, né à Trémont-sur-Saulx (Meuse) le 20 septembre 1829 et mort à Paris le 16 février 1911, est un homme de lettres et philanthrope français.

## Biographie
Auguste Blanpain est le fils de Marie Herbillon et de Jean-Baptiste-Auguste Blanpain, maître filateur à Renesson, hameau de la commune de Trémont.
Licencié en droit, Auguste Blanpain mène une vie de rentier tout en se disant « publiciste » ou « homme de lettres ». Il est en effet l'auteur de plusieurs essais politiques publiés dans les années 1860 et signés du nom de plume « B. de Renusson ». Le plus important de ces ouvrages, Le Christianisme et le suffrage universel, adressé à Monseigneur Donnet, est l'objet d'une longue critique d'Armand de Pontmartin dans la Gazette de France en 1863.
Un décret impérial du 3 juillet 1867, confirmé le 25 août 1869 par un jugement du tribunal de première instance de Bar-le-Duc, autorise Auguste Blanpain, homme de lettres, à ajouter « de Renusson » à son patronyme.
Lors des élections législatives de 1876, Blanpain de Renusson se présente comme candidat constitutionnel et conservateur dans l'arrondissement de Bar-le-Duc. Il n'obtient que 127 suffrages, très loin derrière un autre républicain modéré, le député sortant Auguste Grandpierre, réélu dès le premier tour avec 11 031 voix.
Propriétaire d'un immeuble à Bar-le-Duc (au no 45 du boulevard de la Banque, aujourd'hui boulevard Poincaré) tout en résidant la plupart du temps à Paris, où il passe pour un baron en raison de l'apparence aristocratique de son nom, il appartient au Cercle agricole et au Cercle de l'Union artistique.
Mort subitement le 16 février 1911 en son domicile parisien du no 19 de la rue de Rome, il est inhumé le 20 février à Bar-le-Duc, deux jours après une cérémonie célébrée en l'église Saint-Augustin de Paris, à laquelle assistaient Pol Chevalier ainsi que plusieurs autres élus barrisiens.

## Œuvres
- Divagations sur l'esprit du temps : religion, politique, socialisme, Paris, Dentu, 1860, 167 p. (consultable en ligne sur Gallica).
- Le Christianisme et le suffrage universel, adressé à S. E. Mgr. Donnet, Paris, Dentu, 1863, 419 p.
- L'Encyclique expliquée par un catholique libéral, Paris, Martin-Beaupré frères, 1865, 31 p.
- Les Craintes et les espérances de l'Espagne à la fin de l'année 1866 : lettre à M. X..., diplomate et homme d'État, Paris, Dentu, 1866, 32 p. (consultable en ligne sur Gallica).

## Legs
Dans son testament, outre des legs particuliers à l'hospice et à la société de secours mutuels de Bar-le-Duc, Blanpain de Renusson institue cette commune légataire universelle, à charge pour elle de faire construire une maison de refuge destinée aux personnes ayant eu des revers de fortune.
Comme Blanpain de Renusson avait la phobie d'être enterré vivant, l'une des clauses de son testament stipulait que son cercueil devait être entreposé pendant un mois dans une chapelle éclairée par une veilleuse et dont la clef resterait à l'intérieur. Cette disposition n'ayant été découverte qu'après son inhumation, la commune dut retirer le cercueil du caveau où il avait déposé six jours plus tôt afin de pouvoir accomplir cette dernière volonté.
Dès le 1er mars 1911, le testament est attaqué par des parents éloignés du défunt. Après de nombreuses années de tractations et de procédures, au cours desquelles les sommes léguées ont atteint deux millions de francs grâce aux intérêts, un terrain est finalement acheté rue du Port, près de l'asile de vieillards Henriot-Ducoudray, et le projet de maison de refuge dû à l'architecte René Micault est adopté le 25 janvier 1937. Aujourd'hui, l'immeuble abrite un EHPAD.